# SMLT
Split Multi-Link Trunking (SMLT) è una tecnologia di collegamento di aggregazione e di rete del computer progettato da Avaya nel 2001 come uno standard per la valorizzazione Multi-Link Trunking (MLT), come definito in IEEE 802.3ad.
Una limitazione di standard Link aggregazione o Multi-Link Trunking (MLT) o EtherChannel è che tutte le porte fisiche e il link aggregazione gruppo deve risiedere sullo stesso switch. Il SMLT, DSMLT e RSMLT protocolli di rimuovere questa limitazione, consentendo la fisica porti ad essere diviso tra due opzioni, per consentire la creazione di Active condivisione del carico di rete ad alta disponibilità disegni che rispondono "Cinque Nines" requisiti di disponibilità.